# Diocesi di Fico
La diocesi di Fico (in latino Dioecesis Ficensis) è una sede soppressa e sede titolare della Chiesa cattolica.

## Storia
Fico, nella regione di El-Ksar o di Djemâa-Si-Belcassem nell'odierna Algeria, è un'antica sede episcopale della provincia romana della Mauritania Sitifense.
Sono solo due i vescovi documentati di Fico. Alla conferenza di Cartagine del 411, che vide riuniti assieme i vescovi cattolici e donatisti dell'Africa romana, partecipò per parte cattolica il vescovo Felice; la diocesi in quell'occasione non aveva vescovi donatisti. Il nome di Felice appare su una lista addizionale dei vescovi presenti alla conferenza, segno che sottoscrisse gli atti  successivamente, o perché arrivato in ritardo o perché ammalato.
Il secondo vescovo noto è Avo, il cui nome appare al 22º posto nella lista dei vescovi della Mauritania Sitifense convocati a Cartagine dal re vandalo Unerico nel 484; Avo, come tutti gli altri vescovi cattolici africani, fu condannato all'esilio.
Dal 1933 Fico è annoverata tra le sedi vescovili titolari della Chiesa cattolica; dal 16 aprile 2016 il vescovo titolare è Angelo Pagano, O.F.M.Cap., vicario apostolico di Harar.

## Cronotassi

### Vescovi residenti
- Felice † (menzionato nel 411)
- Avo † (menzionato nel 484)

### Vescovi titolari
- Edward Francis Kelly, M.S.C. † (6 febbraio 1969 - 19 dicembre 1975 nominato vescovo di Toowoomba)
- Jaime Pedro Gonçalves † (19 dicembre 1975 - 3 dicembre 1976 succeduto vescovo di Beira)
- Crisostomo Ayson Yalung (25 marzo 1994 - 18 ottobre 2001 nominato vescovo di Antipolo)
- Jabulani Adatus Nxumalo, O.M.I. (8 luglio 2002 - 10 ottobre 2005 nominato arcivescovo di Bloemfontein)
- Gregório (Leozírio) Ben Lâmed Paixão (Neto), O.S.B. (7 giugno 2006 - 10 ottobre 2012 nominato vescovo di Petrópolis)
- Darci José Nicioli, C.SS.R. (14 novembre 2012 - 9 marzo 2016 nominato arcivescovo di Diamantina)
- Angelo Pagano, O.F.M.Cap., dal 16 aprile 2016